# Хан, Кэйко
Кэйко Хан (яп. 潘 恵子 Хан Кэйко) — сэйю, родившаяся 5 апреля 1953 года в Токио, Япония.

## Биография
Она посещала Тоё Эива Дзёгакуин, обучалась театральное искусство в Нихонском университете. Она начала работать, ещё посещая в школу, через Aoni Production получив работу и исполнив песни в аниме «Альпийская история: Моя Аннетт» и «Флона на Чудесном Острове». Хан занимается предсказаниями по западному гороскопу и написала несколько книг на эту тему. Она работает на агентство талантов 81 Produce.
Хан наиболее известна ролями Лалы Сун (Mobile Suit Gundam), Саори Кидо (Saint Seiya), а также Луны и королевы Погибель («Сейлор Мун»).
Её дочь Мэгуми Хан также является сэйю.

## Аниме

### TV
- Ai no Wakakusa Monogatari (Маргарет Марч (Мэг))
- Air (монахиня Яо)
- Alps Story: My Annette (Аннетт)
- Anpanman (Рамэн Тэнси, Осируко-тян, Сябондаман)
- Bonobono (мать Араигума-куна)
- Chōjin Sentai Baratakku (Юри)
- City Hunter (Ацуко Кавада (серия 12))
- Dancougar - Super Beast Machine God (Эннет Хаузер)
- Detective Conan (Мэгуми)
- Entaku no Kishi Monogatari: Moero Arthur (Леди Гвиневера)
- Fushigiboshi no Futagohime (Мун Мария)
- Galaxy Express 999 (Босин Юки)
- Ganbare Genki (Томоко Исида)
- Goldfish Warning! (Юрика Сугадаира)
- Joō Heika Petit Angie (Энжи Айринтон)
- Kaibutsu-kun (Ако-тян)
- Kikou Kantai Dairugger XV (Джинджер)
- Koguma no Mīsha (Наташа)
- Maetel Legend (королева Прометиум)
- Mahou Sentai Magiranger (Сноуджиэль)
- Mirmo! (Тируму)
- Mirai Robo Darutaniasu (Санаэ Сиратори)
- Mobile Suit Gundam (Лала Сун, Айселина Эшонбах)
- Muteki Robo Trider G7 (Икуэ Сунахара)
- Ochame na Futago Kurea Gakuin Monogatari (Уинфред)
- Parasol Henbē (Кавай)
- Pretty Solider Sailor Moon (Луна, королева Погибель)
- Pretty Solider Sailor Moon R Луна
- Pretty Solider Sailor Moon S Луна
- Pretty Solider Sailor Moon SuperS Луна
- Pretty Solider Sailor Moon Sailor Stars Луна
- Queen Millennia (Яёи Юкино)
- Saint Seiya (Атэна, Саори)
- Sazae-san (Мицуко Хама)
- Sgt. Frog (Кэроро Босс, Каппа)
- Space Symphony Maetel (Королева Прометиум)
- Shinzo (Русифин)
- Space Battleship Yamato III (Руда Сярубато)
- Ultraman Kids no Kotowaza Monogatari (Пико)
- Video Senshi Resarion (Оливия)
- Wakakusa Monogatari Yori Wakakusa no Yon Shimai (Элизабет Марч (Бет))
- «Приключения Тома Сойера» (Ребекка «Бекки» Тэтчер)

### OVA
- Legend of the Galactic Heroes (Эннроуз вон Грюнвальд)
- Prefectural Earth Defense Force (Миюки Ояма)
- Saint Seiya, серия (Атэна, Саори)
- Teito Monogatari (Юкари Тацумия)

### Фильмы
- Air (жрица Ямомо)
- Be Forever Yamato (Саша)
- Doraemon: Nobita’s Little «Galaxy Wars» (Папи)
- Harmageddon (Дзюнко Савакава)
- Legend of the Galactic Heroes: Overture to a New War (Аннерозе фон Грюневальд)
- The Legend of the Gold of Babylon (Тиндзяо)
- Locke the Superman (Джессика)
- Mobile Suit Gundam II: Soldiers of Sorrow (Лала Сун)
- Mobile Suit Gundam III: Encounters in Space (Лала Сун)
- Mobile Suit Gundam: Char's Counterattack (Лала Сун)
- Pretty Soldier Sailor Moon R The Movie (Луна)
- Pretty Soldier Sailor Moon S The Movie (Луна)
- The 9 Sailor Soldiers Get Together! Miracle in the Black Dream Hole (Луна)
- Uchu Senshi Baldios (Джеми Хосино)

## Игры
- Langrisser I & II - Der Langrisser (Джессика)
- Next King: Ai no Sennen Ōkoku (Марэин Фураккусу)
- Project Justice (Юрика Кирисима)
- Saint Seiya, серия (Атэна, Саори)
- Tengai Makyou II: Manjimaru (принцесса Хамагури, Дзакоин Мацумоси)
- Tenkajin (Китё)

## Другие работы
- Airwolf (Джо Сантини (сезон 4))
- Dallas (Люси Эвинг Купер)
- Knight Rider (Эйприл Куртис)
- Moero!! Robokon (Робопи)
- Mahō Sentai Majirenjā (Сноугел)
- Juken Sentai Gekiranger (Хисо)
- Pretty Guardian Sailor Moon (Луна в образе кошки)

## CD
- CD Theater DragonQuest, серия, (I—III Рубису, IV Розари)

## Книги
- Hoshizora no Yume (яп. 星空のゆめ Хосидзора но юмэ), ISBN 4-257-60003-9, Asahi Sonorama, 2000
- Aijōsei Uranai: Aishō no Ii Seiza o Miwakeruho (яп. 愛情星占い　相性のいい星座を見わける法 Аидзё:сеи уранай: Аисё: но ий сэйдза о мивакэрухо), ISBN 4-04-153401-1, Kadokawa Shoten, 2000
- Haha to Ko no Aishōsei Uranai: Happy Ko Sodate Guide (яп. 母と子の相性星うらない　ハッピー子育てガイド Хаха то ко но Аисё:сэй уранай: Хаппи: ко модатэ гайдо), ISBN 4-09-310123-X, Shogakukan, март 1999
- Hello Kitty no Best Partner Hoshi Uranai Hoshi Uranai de Happy ni Naru (яп. ハローキティのベスト・パートナー星占い　星占いでHappyになる), ISBN 4-387-99097-X, Sanrio, December 1999
- Hello Kitty no Eto: Horo Uranai: Jūnishi x Horoscope (яп. ハローキティのえと　ホロ占い　十二支×ホロスコープ), ISBN 4-387-00056-2, Sanrio, сентябрь 2000

### Фотоальбомы
- Han Keiko
- HAN TASTIC
- Who Saw the Wind?
- TANGRAM

## Другие книги
- The History of Yokosuka City Waterways (яп. 横須賀市水道の歴史 Yokosuka-shi Suidō no Rekishi) (PR видео)